# ITTF World Tour 2014
Navigation
ITTF World Tour 2013 ITTF World Tour 2015
L'ITTF World Tour 2014 aussi appelé ITTF Pro Tour 2014 est une série de tournois professionnels de tennis de table (masculins et féminins) organisé par l'ITTF. La saison se tient du 28 janvier 2014 au 13 décembre 2014. Le calendrier compte plusieurs catégories de tournois différents : les tournois majeurs Super series, les tournois Major Series et la Grande Finale.
Le Pro Tour 2014 compte 20 tournois, appelés aussi Open, qui comptent pour la qualification pour la Grande Finale.

## Répartition des points de classement
Les points de classement varient selon la catégorie de tournois.
|                    | Super Series (6×) | Super Series (6×) | Super Series (6×) | Major Series (4×) | Major Series (4×) | Major Series (4×) | Challenge Series (10×) | Challenge Series (10×) | Challenge Series (10×) |
| Simple             | Double            | U-21              | Simple            | Double            | U-21              | Simple            | Double                 | U-21                   |                        |
| Vainqueur          | 300               | 300               | 300               | 200               | 200               | 200               | 100                    | 100                    | 100                    |
| Finaliste          | 150               | 150               | 150               | 100               | 100               | 100               | 50                     | 50                     | 50                     |
| Demi-finaliste     | 75                | 75                | 75                | 50                | 50                | 50                | 25                     | 25                     | 25                     |
| Quart de finale    | 38                | 38                | 38                | 25                | 25                | 25                | 13                     | 13                     | 13                     |
| Huitième de finale | 19                | 19                | 19                | 13                | 13                | 13                | 6                      | 6                      | 6                      |
| 16eme de finale    | 9                 | –                 | 9                 | 6                 | –                 | 6                 | 3                      | –                      | 3                      |
| 32eme de finale    | 5                 | –                 | 5                 | 3                 | –                 | 3                 | 2                      | –                      | 2                      |

## Tournois
- Super Series
- Major Series
- Challenge Series
- Grand Finals

| N° | Lieu                                | Date          | Vainqueurs Messieurs | Vainqueurs Messieurs               | Vainqueurs Messieurs | Vainqueurs Dames   | Vainqueurs Dames                    | Vainqueurs Dames   | Dotation    |
| N° | Lieu                                | Date          | Simple               | Double                             | U-21                 | Simple             | Double                              | U-21               | Dotation    |
| -- | ----------------------------------- | ------------- | -------------------- | ---------------------------------- | -------------------- | ------------------ | ----------------------------------- | ------------------ | ----------- |
| 1  | Open de Hongrie Szombathely         | 29.1.–1.2.    | Daniel Habesohn      | –                                  | Romain Lorentz       | Liu Jia            | –                                   | Sofia Polcanova    | $ 30.000    |
| 2  | Open du Koweït, Koweït              | 12.2.–16.2.   | Fan Zhendong         | Stefan Fegerl Lin Gaoyuan          | Asuka Sakai          | Zhu Yuling         | Liu Shiwen Mu Zi                    | Yang Ha-eun        | $ 210.000   |
| 3  | Open du Qatar, Doha                 | 18.2.–23.2.   | Xu Xin               | Cho Eon-rae Seo Hyun-deok          | Tristan Flore        | Hu Limei           | Lee Ho Ching Ng Wing Nam            | Petrissa Solja     | $ 350.000   |
| 4  | Open d'Allemagne, Magdebourg        | 26.3.–30.3.   | Dimitrij Ovtcharov   | Lyu Xiang Wang Hao                 | –                    | Shan Xiaona        | Miu Hirano Mima Itō                 | –                  | $ 140.000   |
| 5  | Open d'Espagne, Almería             | 2.4.–6.4.     | Paul Drinkhall       | Tang Peng Wong Chun Ting           | Romain Lorentz       | Li Fen             | Miu Hirano Mima Itō                 | Sofia Polcanova    | $ 70.000    |
| 6  | Open du Chili Santiago              | 10.4.–13.4.   | Kohei Sambe          | –                                  | Mizuki Oikawa        | Miyu Maeda         | –                                   | Miyu Maeda         | $ 30.000    |
| 7  | Open des Philippines, Baie de Subic | 15.5.–18.5.   | Ho Kwan Kit          | –                                  | Chen Feng            | Feng Tianwei       | –                                   | Lin Ye             | $ 30.000    |
| 8  | Open d'Australie, Sydney            | 21.5.–25.5.   | Wu Zhikang           | Tang Peng Wong Chun Ting           | Asuka Sakai          | Feng Tianwei       | Saki Tashiro Yuko Fujii             | Mima Itō           | $ 32.000    |
| 9  | Open de Croatie Zagreb              | 21.5.–24.5.   | Ricardo Walther      | –                                  | Alexandre Robinot    | Yang Xiaoxin       | –                                   | Sofia Polcanova    | $ 30.000    |
| 10 | Open de Chine, Chengdu              | 4.6.–8.6.     | Ma Long              | Fan Zhendong Ma Long               | Asuka Machi          | Ding Ning          | Ding Ning Liu Shiwen                | Chen Szu-yu        | $ 161.000   |
| 11 | Open de Corée du Sud, Incheon       | 11.6.–15.6.   | Xu Xin               | Yu Ziyang Zhou Kai                 | Jang Woo-jin         | Han Ying           | Chen Ke Wang Manyu                  | Hitomi Satō        | $ 140.000   |
| 12 | Open du Japon, Yokohama             | 18.6.–22.6.   | Yu Ziyang            | Seiya Kishikawa Japon Jun Mizutani | Hugo Calderano       | Feng Tianwei       | Ai Fukuhara Misako Wakamiya         | Sakura Mori        | $ 140.000   |
| 13 | Open du Nigeria, Lagos              | 23.6.–26.6.   | Omar Assar           | –                                  | Ojo Onaolapo         | Nadeen El-Dawlatly | –                                   | Nadeen El-Dawlatly | $ 39.700    |
| 14 | Open de Biélorussie Minsk           | 21.8.–24.8.   | Vladimir Samsonov    | –                                  | Kohei Sambe          | Sayaka Hirano      | –                                   | Sakura Mori        | $ 30.000    |
| 15 | Open de République tchèque Olomouc  | 27.8.–31.8.   | Marcos Freitas       | Masataka Morizono Yuya Oshima      | Simon Gauzy          | Elizabeta Samara   | Ai Fukuhara Misako Wakamiya         | Petrissa Solja     | $ 70.000    |
| 16 | Open d'Argentine Buenos Aires       | 4.9.–7.9.     | Zhu Cheng            | –                                  | Zhu Cheng            | He Zhuojia         | –                                   | Zhu Chaohui        | $ 30.000    |
| 17 | Belgique De Haan                    | 10.9.–13.9.   | Vladimir Samsonov    | –                                  | Stéphane Ouaiche     | Georgina Póta      | –                                   | Bernadette Szőcs   | $ 30.000    |
| 18 | Open du Brésil Santos               | 11.9.–14.9.   | Liu Dingshuo         | –                                  | Zhu Cheng            | Chine Liu Xin      | –                                   | Liu Xin            | $ 30.000    |
| 19 | Open de Russie Iekaterinbourg       | 5.11.–9.11.   | Kōki Niwa            | Tang Peng Wong Chun Ting           | Yuya Oshima          | Kasumi Ishikawa    | Japon Sayaka Hirano Kasumi Ishikawa | Miu Hirano         | $ 70.000    |
| 20 | Open de Suède Stockholm             | 12.11.–16.11. | Fan Zhendong         | Wang Hao Yan An                    | Masaki Yoshida       | Zhu Yuling         | Liu Shiwen Zhu Yuling               | Hitomi Satō        | $ 70.000    |
| 21 | Grande Finale, Bangkok              | 11.12.–14.12. | Jun Mizutani         | Cho Eon-rae Seo Hyun-deok          | Asuka Machi          | Kasumi Ishikawa    | Miu Hirano Mima Itō                 | Chen Szu-yu        | $ 1.000.000 |

## Grande finale
La Grande Finale du Pro Tour ITTF 2014 a eu lieu du 11 au 14 décembre 2014  à Bangkok, Thaïlande.
| Event                           | Or                        | Argent                               | Bronze                         |
| ------------------------------- | ------------------------- | ------------------------------------ | ------------------------------ |
| Simples messieurs               | Jun Mizutani              | Dimitrij Ovtcharov                   | Marcos Freitas                 |
| Simples messieurs               | Jun Mizutani              | Dimitrij Ovtcharov                   | Tang Peng                      |
| Simples dames                   | Kasumi Ishikawa           | Suh Hyo-won                          | Georgina Póta                  |
| Simples dames                   | Kasumi Ishikawa           | Suh Hyo-won                          | Yu Mengyu                      |
| Doubles messieurs               | Cho Eon-rae Seo Hyun-deok | Kenta Matsudaira Kōki Niwa           | Alexei Liwenzow Michail Paikow |
| Doubles messieurs               | Cho Eon-rae Seo Hyun-deok | Kenta Matsudaira Kōki Niwa           | Tang Peng Wong Chun Ting       |
| Doubles dames                   | Miu Hirano Mima Itō       | Katarzyna Grzybowska Natalia Partyka | Lee Ho Ching Ng Wing Nam       |
| Doubles dames                   | Miu Hirano Mima Itō       | Katarzyna Grzybowska Natalia Partyka | Feng Tianwei Yu Mengyu         |
| Simples Garçons moins de 21 ans | Asuka Machi               | Jang Woo-jin                         | Hugo Calderano                 |
| Simples Garçons moins de 21 ans | Asuka Machi               | Jang Woo-jin                         | Asuka Sakai                    |
| Simples Filles moins de 21 ans  | Chen Szu-yu               | Miyu Maeda                           | Petrissa Solja                 |
| Simples Filles moins de 21 ans  | Chen Szu-yu               | Miyu Maeda                           | Mima Itō                       |